# Caterpillar 313
Il Caterpillar 313 è un escavatore costruito dalla ditta statunitense Caterpillar.

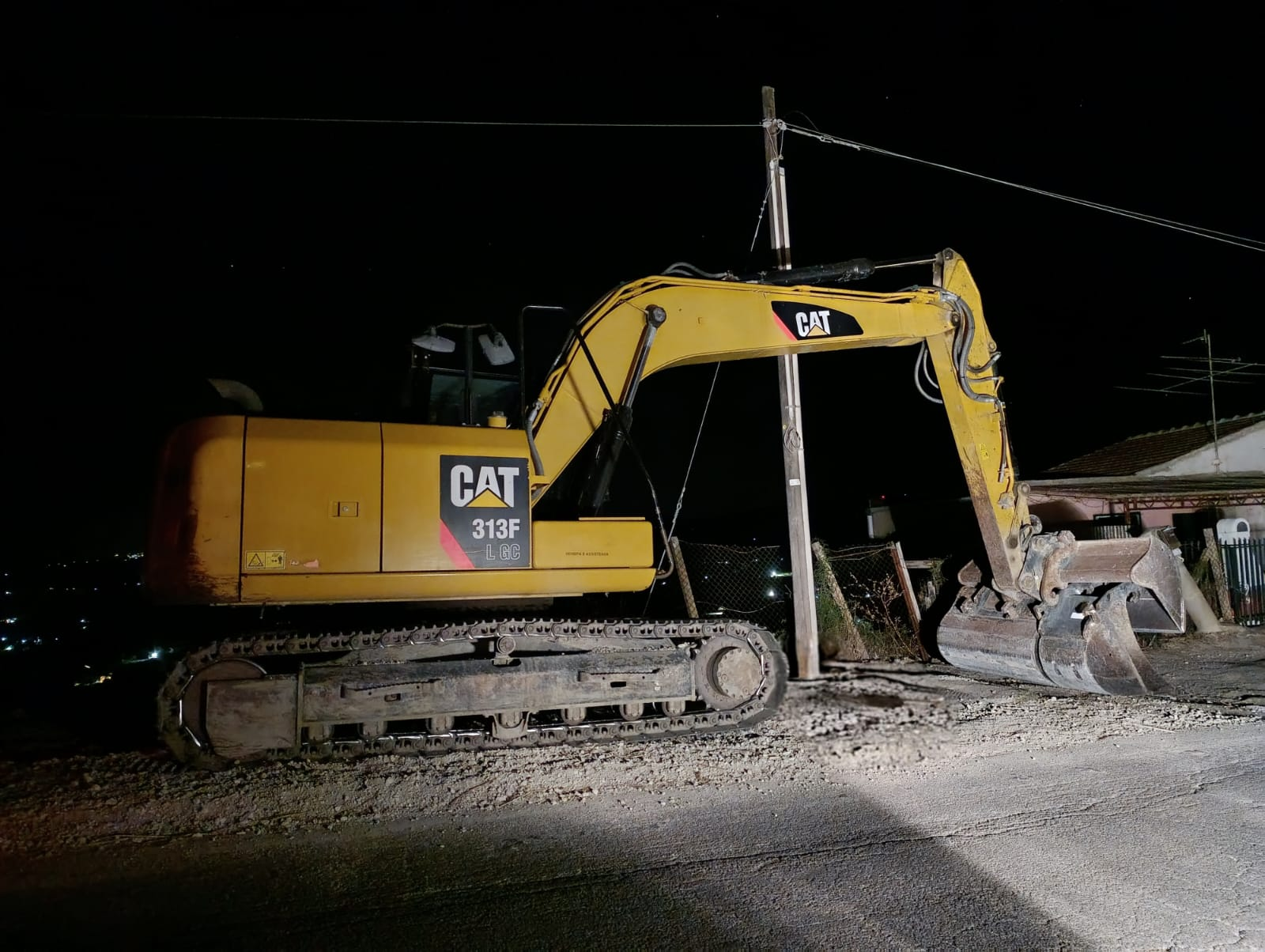
Un Cat 313F L GC in sosta la notte

## Descrizione
Il Cat 313 è un escavatore cingolato di piccole dimensioni. Dotato di un impianto per l'aria condizionata che contiene gas refrigerante fluorurato ad effetto serra R134a.  L'impianto contiene 0,85 kg di refrigerante con un equivalente in CO2 pari a 1,216 tonnellate metriche. L'altezza della cabina arriva a 2,81m e varia a seconda della scelta del braccio. La larghezza della macchina è di 2,49m. La lunghezza varia a seconda dell'attrezzatura scelta e si aggira tra i 7 m e gli 8 m.

## Altre versioni
- Cat 313 GC[3][4]
- Cat 313F L GC: prodotto dal 2015 al 2021[5][6]

## Caratteristiche tecniche
| Versione      | Modello   | Potenza netta | Cavalli | Potenza lorda | Cavalli | Alesaggio | Corsa  | Cilindrata | Emissioni              | Potenza nominale |
| ------------- | --------- | ------------- | ------- | ------------- | ------- | --------- | ------ | ---------- | ---------------------- | ---------------- |
| Cat 313       | Cat C3.6  | 81 kW         | 110 hp  | 82 kW         | 111 hp  | 98 mm     | 120 mm | 3,6 l      | Standard UE Stage V    | 2.400 giri/min.  |
| Cat 313 GC    | Cat C3.6  | 54 kW         | 73 hp   | 55 kW         | 74 hp   | 98 mm     | 120 mm | 3,6 l      | Standard UE Stage V    | 2.400 giri/min.  |
| Cat 313F L GC | Cat C3.4B | 52 kW         | 70 hp   | 55 kW         | 74 hp   | 99 mm     | 110 mm | 3,4 l      | Standard UE Stage IIIB | 1.800 giri/min   |

| Versione      | Impianto principale - Portata massima | Pressione massima - Attrezzatura | Pressione massima - Rotazione | Pressione massima - Traslazione | Cilindro braccio - Alesaggio | Cilindro braccio -Corsa | Cilindro avambraccio - Alesaggio | Cilindro avambraccio - Corsa | Cilindro benna - Alesaggio | Cilindro benna - Corsa |
| ------------- | ------------------------------------- | -------------------------------- | ----------------------------- | ------------------------------- | ---------------------------- | ----------------------- | -------------------------------- | ---------------------------- | -------------------------- | ---------------------- |
| Cat 313       | 247 l/min                             | 35.000 kPa                       | 26.000 kPa                    | 35.000 kPa                      | 105 mm                       | 1.026 mm                | 115 mm                           | 1.147 mm                     | 95 mm                      | 939 mm                 |
| Cat 313 GC    | 247 l/min                             | 35.000 kPa                       | 26.000 kPa                    | 35.000 kPa                      | 105 mm                       | 1.026 mm                | 115 mm                           | 1.147 mm                     | 95 mm                      | 939 mm                 |
| Cat 313F L GC | 240 l/min                             | 30.500 kPa                       | 23.000 kPa                    | 30.500 kPa                      | 110 mm                       | 1.015 mm                | 120 mm                           | 1.197 mm                     | 100 mm                     | 939 mm                 |

| Versione      | Capienza | Sistema di raffreddamento | Olio motore | Riduttore finale | Olio impianto idraulico (incluso serbatoio) | Olio serbatoio idraulico | Olio serbatoio DEF |
| ------------- | -------- | ------------------------- | ----------- | ---------------- | ------------------------------------------- | ------------------------ | ------------------ |
| Cat 313       | 258 l    | 15 l                      | 8 l         | 3 l              | 145 l                                       | 70 l                     | 21 l               |
| Cat 313 GC    | 258 l    | 15 l                      | 8 l         | 3 l              | 145 l                                       | 70 l                     | /                  |
| Cat 313F L GC | 250 l    | 17,9 l                    | 8 l         | 3 l              | 164 l                                       | 90,6 l                   | /                  |

| Versione      | Larghezza pattini | Numero di pattini (per ogni lato) | Numero di rulli inferiori (per lato) | Numero di rulli superiori (per lato) | Lunghezza cingoli |
| ------------- | ----------------- | --------------------------------- | ------------------------------------ | ------------------------------------ | ----------------- |
| Cat 313       | 500 mm            | 46                                | 7                                    | 2                                    | 3.750 mm          |
| Cat 313 GC    | 500 mm            | 46                                | 7                                    | 2                                    | 3.750 mm          |
| Cat 313F L GC | 500 mm            | 46                                | 7                                    | 1                                    | 3.750 mm          |

| Versione      | Velocità di rotazione | Coppia massima di rotazione | Pendenza massima | Velocità massima di marcia | Sforzo massimo di trazione alla barra |
| ------------- | --------------------- | --------------------------- | ---------------- | -------------------------- | ------------------------------------- |
| Cat 313       | 11,5 giri/min         | 35 kN·m                     | 35°/70%          | 5,4 km/h                   | 117 kN                                |
| Cat 313 GC    | 11,5 giri/min         | 35 kN·m                     | 35°/70%          | 5,4 km/h                   | 117 kN                                |
| Cat 313F L GC | 11,7 giri/min         | 30.9 kN·m                   | 30°/70%          | 5,5 km/h                   | 109.9 kN                              |

| Versione      | Freni           | Cabina/Struttura ROPS | Cabina/Struttura FOGS     | Livello di potenza sonora esterna | Livello di potenza sonora interna |
| ------------- | --------------- | --------------------- | ------------------------- | --------------------------------- | --------------------------------- |
| Cat 313       | ISO 10265:2008  | ISO 12117-2:2008      | ISO 10262:1998            | ISO 6395:2008 100 dB(A)           | ISO 6396:2008 66 dB(A)            |
| Cat 313 GC    | ISO 10265:2008  | ISO 12117-2:2008      | ISO 10262:1998 Level II   | ISO 6395:2008 99 dB(A)            | ISO 6396:2008 66 dB(A)            |
| Cat 313F L GC | SAE J1026 APR90 | /                     | SAE J1356/FEB88 ISO 10262 | ISO 6395:2008 99 dB(A)            | ISO 6396:2008 72 dB(A)            |

Valori trascritti dal sito ufficiale Caterpillar e CGT.